# Bob Sims
Robert Antell "Bob" Sims Jr. (Santa Bárbara, California, 9 de octubre de 1938-Los Ángeles, California, 21 de marzo de 2006) fue un jugador de baloncesto estadounidense que disputó una temporada en la NBA y otra más en la ABA. Con 1,96 metros de estatura, jugaba en la posición de escolta.

## Trayectoria deportiva

### Universidad
Jugó durante tres temporadas con los Waves de la Universidad de Pepperdine, en las que promedió 13,6 puntos por partido. En 1960 fue incluido en el mejor quinteto de la West Coast Conference, tras promediar esa temporada 16,1 puntos por partido.

### Profesional
Fue elegido en la quincuagésimo cuarta posición del Draft de la NBA de 1960 por St. Louis Hawks, quienes en un principio no contaron con el jugador, fichando al año siguiente por Los Angeles Lakers, donde disputó 19 partidos antes de ser traspasado curiosamente a los Hawks, donde jugó el grueso de la temporada, promediando 9,7 puntos, 3,4 rebotes y 3,1 asistencias por partido.
Estuvo alejado del baloncesto profesional hasta que en 1967 fichó por los Anaheim Amigos de la ABA, con los que únicamente disputó 2 partidos en los que anotó 4 puntos.

## Estadísticas de su carrera en la NBA y la ABA

### Temporada regular
| Temporada | Edad | Equipo             | Liga  | P  | TIT | MIN  | TC  | TCA | %TC  | 3P  | 3PA | %3P | TL  | TLA | %TL  | R.OF. | R.DEF. | REB | ASIS | ROB | TAP | PER | FP  | PTS |
| 1961-62   | 23   | TOTAL              | NBA   | 65 |     | 20.7 | 3.0 | 7.6 | .393 |     |     |     | 1.9 | 3.3 | .569 |       |        | 2.8 | 2.4  |     |     |     | 2.9 | 7.8 |
| 1961-62   | 23   | Los Angeles Lakers | NBA   | 19 |     | 9.0  | 1.2 | 3.1 | .373 |     |     |     | 1.0 | 2.1 | .487 |       |        | 1.4 | 0.6  |     |     |     | 2.1 | 3.3 |
| 1961-62   | 23   | St. Louis Hawks    | NBA   | 46 |     | 25.5 | 3.7 | 9.4 | .396 |     |     |     | 2.3 | 3.8 | .588 |       |        | 3.4 | 3.1  |     |     |     | 3.2 | 9.7 |
| 1967-68   | 29   | Anaheim Amigos     | ABA   | 2  |     | 9.5  | 1.0 | 3.5 | .286 | 0.0 | 0.0 |     | 2.0 | 3.0 | .667 |       |        | 0.5 | 1.0  |     |     | 0.0 | 3.0 | 4.0 |
| Total     |      |                    | TOTAL | 67 |     | 20.4 | 2.9 | 7.4 | .392 | 0.0 | 0.0 |     | 1.9 | 3.3 | .572 |       |        | 2.7 | 2.3  |     |     | 0.0 | 2.9 | 7.7 |
|           |      |                    | NBA   | 65 |     | 20.7 | 3.0 | 7.6 | .393 |     |     |     | 1.9 | 3.3 | .569 |       |        | 2.8 | 2.4  |     |     |     | 2.9 | 7.8 |
|           |      |                    | ABA   | 2  |     | 9.5  | 1.0 | 3.5 | .286 | 0.0 | 0.0 |     | 2.0 | 3.0 | .667 |       |        | 0.5 | 1.0  |     |     | 0.0 | 3.0 | 4.0 |